# Шпирюк Юрій Юрійович
Юрій Юрійович Шпирюк (рос. Юрий Юрьевич Шпирюк; нар. 20 травня 1970, Хабаровськ, РРФСР) — радянський та російський футболіст, півзахисник та нападник, тренер.

## Клубна кар'єра
Вихованець хабаровського футболу. Розпочав грати 1987 року у місцевому СКА у Другій лізі чемпіонату СРСР. 1992 року перейшов до клубу вищої ліги «Океан». Влітку 1995 року змушений був піти з клубу через невиконання керівництвом пунктів контракту й підписав контракт із владивостоцьким «Променем». З 1997 року грав за різні клуби Другого дивізіону. Завершив кар'єру в Океані.
У Вищій лізі провів 49 матчів, забив 4 м'ячі.

## Кар'єра тренера
З 2011 року став тренером другої команди "СКА-Енергії", у 2016 році увійшов до тренерського штабу основної команди, з жовтня 2022 року - головний тренер «СКА-Хабаровська-2».

## Досягнення
- Другий дивізіон Росії (зона «Схід»)
  -  Срібний призер (1): 1997, 2005
  -  Бронзовий призер (1): 2006